# 苏丹航空109号班机空难
蘇丹航空109號班機是蘇丹航空一班由約旦安曼飛往蘇丹，中途經敍利亞的大馬士革的定期航班。2008年6月10日，一架蘇丹航空的空中巴士A310-324型客機（編號ST-ATN）執行此航班，在喀土穆國際機場降落時因遇上惡劣天氣，在跑道上失控並衝出跑道。

## 經過
事發當日，喀土穆市的天氣惡劣，迫使肇事航班改飛蘇丹港。當晚稍後時間，飛機繼續行程。當地時間約晚上8時45分，肇事客機抵達喀土穆，在喀土穆國際機場18/36跑道降落時因天氣惡劣而墜毀，繼而引發大火，1名機組人員及29名乘客死亡，另有6名乘客失蹤。

## 肇事客機
肇事的A310客機於1990年出廠，製造編號548，配備兩台普惠PW4152引擎，初期的飛機註冊編號是F-WWCV，交付新加坡航空後，飛機註冊編號更改為9V-STU。2001年，新加坡航空把該機轉售印度航空，編號更改為VT-ETF。而蘇丹航空則於2007年9月14日購入該飛機，更改編號為ST-ATN，並於同年12月1日投入服務。

## 外部連結
- Aviation Safety Net：事故描述1 （页面存档备份，存于）
- 中廣新聞網：新聞動態[]